# Viaggio al centro della Terra (film 1977)
Viaggio al centro della Terra (A Journey to the Center of the Earth) è un mediometraggio d'animazione televisivo del 1977 diretto da Richard Slapczynski. Basato sull'omonimo romanzo del 1864 di Jules Verne, il film fu prodotto dallo studio d'animazione australiano Air Programs International per il ciclo Famous Classic Tales della CBS, dove fu trasmesso il 13 novembre 1977.

## Trama
Amburgo, 1863. Essendo in possesso del diario dello scienziato Arne Saknussemm, il professor Otto Lidenbrock cerca di carpirne i segreti insieme al nipote Alex. Un giorno Alex trova all'interno del diario una pagina nascosta, dove è spiegato come giungere al centro della Terra. Partono così verso il luogo indicato dalle iscrizioni.
Nei pressi del cratere Scartaris in Islanda trovano il misterioso passaggio e si avviano, insieme all'esploratore Hans verso l'avventura e verso il nuovo mondo nascosto. Dopo varie vicissitudini, formiche giganti, dinosauri, oceani e fiumi sotterranei i protagonisti tornano in superficie spinti dalla forza di un geyser, giungendo in Italia nei pressi del vulcano Stromboli.
La dimostrazione dell'accaduto alla comunità scientifica avviene grazie alla presentazione di un uovo di pterodattilo rubato da Alex durante il tragitto.

## Cast vocale
Il cast vocale originale è composto da:
- Ron Haddrick
- Alistair Duncan
- Bevan Wilson
- Lynette Curran
- Barbara Frawley[1]

## Distribuzione

### Edizione italiana
L'edizione italiana del film fu trasmessa a partire dal 1980 su alcune televisioni locali. Il doppiaggio fu eseguito presso la SEDIF con la collaborazione dei doppiatori della CVD.

### Edizioni home video
Il film fu pubblicato in VHS in America del Nord nel 1986 dalla MGM/UA Home Video e in Italia nel 1990 dalla Fabbri Editori nella collana per l'edicola Avventure senza tempo (dove era abbinato a un albo illustrato tratto da esso). Successivamente è stato pubblicato in DVD-Video in America del Nord nel 2003 dalla Delta Entertainment e in Italia l'anno successivo dalla Finson (con la sola traccia audio in italiano).